# Litioforita
La litioforita és un mineral de la classe dels òxids. Rep el nom pel liti i pel grec phoros, "portar".

## Característiques
La litioforita és un hidròxid de fórmula química (Al,Li)MnO₂(OH)₂. Cristal·litza en el sistema trigonal. La seva duresa a l'escala de Mohs és 3.
Segons la classificació de Nickel-Strunz, la litioforita pertany a «04.FE - Hidròxids (sense V o U) amb OH, sense H₂O; làmines d'octaedres que comparetixen angles» juntament amb els següents minerals: amakinita, brucita, portlandita, pirocroïta, theofrastita, portlandita, pirocroïta, bayerita, doyleïta, gibbsita, nordstrandita, boehmita, lepidocrocita, grimaldiïta, heterogenita, feitknechtita, quenselita, ferrihidrita, feroxihita, vernadita i quetzalcoatlita.

## Formació i jaciments
Va ser descoberta a Spitzleithe, a Schneeberg, dins el districte d'Erzgebirge (Saxònia, Alemanya). Tot i tractar-se d'una espècie no gaire habitual ha estat descrita en tots els continents del planeta a excepció de l'Antàrtida.
Als territoris de parla catalana ha estat descrita al jaciment de manganès de Cornellà de Conflent, un poble de la comarca del Conflent, a la Catalunya del Nord i a la mina Elvira (Gavà, Baix Llobregat).